# Beca (província)

Localização da província

Beca ou Becaa (em árabe: البقاع; romaniz.: Al Biqâ; "vale") é uma província (muhafazah) do Líbano com uma população de 750 000 habitantes.

## Geografia
A província tem uma área de 1 433 quilômetros quadrados. Beca é o principal centro da agricultura libanesa. Constitui a maior extensão geográfica do país e está situada entre as cadeias montanhosas libanesas ocidentais e orientais. É atravessada por três rios: o rio Litani, o rio Orontes e o rio Jordão. Inclui o vale do Beca.
A temperatura varia entre -10 e 35 °C durante o ano, com chuva forte e neve durante o Inverno. 

### Distritos
Desde 2014 a província do Beca é subdividada em três distritos:
- Beca Ocidental
- Rashaya
- Zahlé

## Demografia
Segundo o censo eleitoral, cerca de 41% da população é de religião cristã, 52% são muçulmanos e 7% são druzos. No distrito de Zahlé os cristão somam 55% dos eleitores (172 555 no total).
In the district of West Beqaa-Rashaya (the two are combined as an electoral district), Christians account for 22.22% of voters (140950 in total).